# Escotóforo
Um escotóforo é um material que apresenta escurecimento e clareamento reversíveis quando submetido a certos tipos de radiação. O nome significa portador de escuridão, em contraste com fósforo, que significa portador de luz. Os escotóforos apresentam tenebrescência (fotocromismo reversível) e escurecem quando submetidos a uma radiação intensa, como a luz solar. Minerais que mostram esse comportamento incluem sodalita hackmanita, espodumena e tugtupita. Alguns haletos alcalinos puros também apresentam esse comportamento.
Os escotóforos podem ser sensíveis à luz, radiação de partículas (por exemplo, feixe de elétrons), raios X ou outros estímulos. As bandas de absorção induzidas no material, causadas por centros F criados pelo bombardeamento de elétrons, podem retornar ao seu estado não absorvente, geralmente pela exposição à luz e/ou aquecimento.
Escotóforos sensíveis à radiação de feixe de elétrons podem ser usados em vez de fósforos em tubo de raios catódicos, criando uma imagem absorvente de luz em vez de emissora de luz. Esses displayes são visíveis em luz brilhante e a imagem permanece até ser apagada.
A imagem seria mantida até ser apagada ao inundar o escotóforo com luz infravermelha de alta intensidade ou por aquecimento eletrotérmico. Usando circuitos convencionais de deflexão e formação de varredura raster, uma imagem bi-nível poderia ser criada na membrana e mantida mesmo quando a energia fosse removida do CRT.
Na Alemanha, tubos de escotóforo foram desenvolvidos pela Telefunken como blauschrift-röhre ("tubo de traço escuro"). O mecanismo de aquecimento era uma camada de mica com filme fino transparente de tungstênio. Quando a imagem precisava ser apagada, a corrente era aplicada à camada de tungstênio; até mesmo imagens muito escuras poderiam ser apagadas em 5-10 segundos.
Escotóforos geralmente requerem um feixe de elétrons de maior intensidade para mudar de cor do que os fósforos precisam para emitir luz. Telas com camadas de um escotóforo e um fósforo são, portanto, possíveis, onde o fósforo, inundado com um canhão de elétrons dedicado de feixe largo e baixa intensidade, produz a luz de fundo para o escotóforo e, opcionalmente, destaca áreas selecionadas da tela se bombardeadas com elétrons de maior energia, mas ainda insuficiente para penetrar o fósforo e mudar o estado do escotóforo.
A principal aplicação dos escotóforos foi em indicadores de posição plana, displays especializados de radar militar. O brilho alcançável permitia projetar a imagem para uma superfície maior. A capacidade de registrar rapidamente um traço persistente encontrou sua utilidade em alguns osciloscópios.

## Materiais
Cloreto de potássio é utilizado como um escotóforo com a designação P10 em CRTs de traço escuro (também chamados tubos de traço escuro, tubos de centro de cor, displays catodo-cromáticos ou tubos escotofóricos), por exemplo, no Skiatron. Este CRT substituiu a camada convencional de fósforo emissores de luz na face da tela do tubo com um escotóforo como o cloreto de potássio (KCl). O cloreto de potássio tem a propriedade de que, quando um cristal é atingido por um feixe de elétrons, aquele ponto mudaria de branco translúcido para uma cor magenta escura. Ao retroiluminar tal CRT com uma lâmpada fluorescente circular branca ou verde, a imagem resultante apareceria como informações pretas contra um fundo verde ou como informações magenta contra um fundo branco. Um benefício, além do armazenamento semi-permanente da imagem exibida, é que o brilho da tela resultante é limitado apenas pela fonte de iluminação e ótica. Os centros F, no entanto, têm tendência a se agregarem, e a tela precisa ser aquecida para apagar completamente a imagem.
A imagem no KCl pode ser formada depositando uma carga de mais de 0,3 microcoulomb por centímetro quadrado, por um feixe de elétrons com energia tipicamente entre 8–10 keV. A remoção pode ser realizada em menos de um segundo aquecendo o escotóforo a 150 °C.
KCl era o escotóforo mais comumente utilizado. Outros haletos apresentam a mesma propriedade; brometo de potássio absorve na extremidade azulada do espectro, resultando em um traço marrom, enquanto que cloreto de sódio produz um traço com coloração mais próxima do laranja.
Outro escotóforo utilizado em CRTs de traço escuro é uma sodalita modificada, aquecida em uma atmosfera redutora ou com alguns cloretos substituídos por íons sulfato. Sua vantagem em relação ao KCl é a maior velocidade de escrita, menor fadiga, e os centros F não se agregam, permitindo assim apagar substancialmente a tela apenas com luz, sem a necessidade de aquecimento.